# Pumps

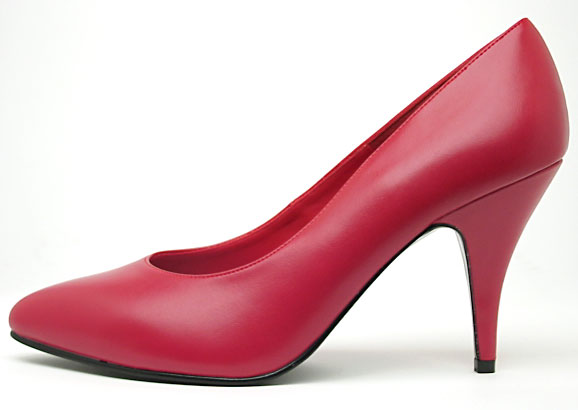
Een rode pump

Pumps  zijn schoenen met hoge hakken, die net niet tot de categorie naaldhakken worden gerekend. Pumps worden vooral door vrouwen gedragen.
Dit soort schoenen is bij de tenen gesloten, maar laat vaak een groot deel van de wreef alsmede de hiel onbedekt. Het ontwerp van de pump maakt dat ze betrekkelijk eenvoudig aan te trekken zijn en dat ze blijven zitten zonder veters of klittenband.

## Geschiedenis
In de zestiende eeuw was de pump onderdeel van de kleding van een knecht in livrei. De pump werd in de zeventiende en achttiende eeuw gedragen door hofdames, maar ook mannen droegen dit soort schoenen. De hakken van de mannenschoenen waren hoger dan die van de schoenen die vrouwen droegen. Rond 1800 werd de pump een dansschoen, onder meer uitgevoerd in het toen net uitgevonden lakleer. De pump was bij het dansen comfortabeler dan een muiltje.
Een variant van de pump, met een behoorlijk hoge hak, kwam in opmars sinds modeontwerper Dior in 1952 met groot succes een paar op de markt bracht.
In de jaren 80 en 90 droegen werkende vrouwen die er netjes moesten uitzien veelal pumps. De pump werd comfortabeler uitgevoerd, kreeg een bredere neus, lagere hakken en verscheen ook in meerdere breedtematen.

## Versiering
Vaak is de pump niet versierd, maar er bestaan losse gespen of clips, die op de voorkant kunnen worden geklemd om de schoen een heel ander uiterlijk te geven.